# Poospiza baeri
La monterita de Tucumán, montañero de Tucumán, monterita garganta castaña o monterita serrana (Compsospiza baeri) es una especie de ave paseriforme de la familia Thraupidae perteneciente al género Poospiza, hasta el año 2016 situada en el género Compsospiza. Es endémica del noroeste de Argentina y posiblemente del sur de Bolivia.

## Hábitat y distribución
Se encuentra en unas cuarenta localidades del noroeste de Argentina, con registros en las provincias de: Jujuy, Salta, Tucumán, Catamarca, y La Rioja. Su distribución se extiende ligeramente hacia áreas adyacentes del extremo sur de Bolivia, donde hubo un registro de dos individuos en el año 1999 en el departamento de Tarija.
Esta especie es considerada poco común y local en sus hábitats naturales: las estepas arbustivas de altitud en quebradas húmedas de montaña, y bordes de bosques montanos, entre 2000 y 3150 m. Un registro a 1200 m en el sur de La Rioja, en el extremo sur de su distribución, no está claro si se trata de un vagante o de una evidencia de que desciende a latitudes mayores en los inviernos.

## Estado de conservación
La monterita de Tucumán ha sido calificada como vulnerable por la Unión Internacional para la Conservación de la Naturaleza (IUCN) debido a su pequeña zona de distribución y baja población, estimada entre 1500 y 7000 individuos maduros; las poblaciones son naturalmente fragmentadas y se presumen estar en decadencia debido a las amenazas actuales o potenciales.

## Sistemática

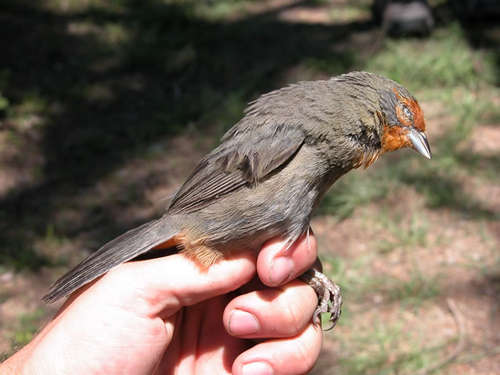
Ejemplar conservado de Poospiza baeri en estado de muerte.

### Descripción original
La especie P. baeri fue descrita por primera vez por el ornitólogo francés Émile Oustalet en 1904 bajo el nombre científico Buarremon baeri; su localidad tipo es: «Lagunitas, Tucumán, Argentina.»

### Etimología
El nombre genérico femenino Poospiza es una combinación de las palabras del griego «poas»: hierba, y «σπιζα spiza» que es el nombre común del pinzón vulgar, vocablo comúnmente utilizado en ornitología cuando se crea un nombre de un ave que es parecida a un pinzón; y el nombre de la especie «baeri» conmemora al colector y naturalista francés en la América tropical Gustave Adolphe Baer (1838-1918).

### Taxonomía
La presente especie y Poospiza garleppi estuvieron incluidas en el género Poospiza a partir de los años 1970, sin embargo, muchos autores no aceptaron esta inclusión y continuaron a colocarlas en el género Compsospiza. En 2008, el Comité de Clasificación de Sudamérica (SACC) aprobó la Propuesta N° 366 rehabilitando el género  Compsospiza para estas dos especies.
En los años 2010, publicaciones de filogenias completas de grandes conjuntos de especies de la familia Thraupidae basadas en muestreos genéticos, demostraron que las dos especies eran hermanas y parientes próximas de las entonces denominadas Hemispingus goeringi y Hemispingus rufosuperciliaris, y que el clado formado por ellas era próximo a  Poospiza rubecula y Poospiza hispaniolensis. Burns et al. (2014) propusieron retener el género Compsospiza y definir nuevos géneros para rubecula e hispaniolensis. Posteriormente, Burns et al. (2016) recomendaron transferir las cuatro especies para el género Poospiza redefinido. En la Propuesta N° 730 Parte 08 al SACC se aprobó esta modificación taxonómica.
Es monotípica, no se reconocen subespecies.